# 트립닷컴
트립닷컴(Trip.com)은 전 세계 4억 명의 고객과 45,000명의 고객을 보유한 대기업이다. 세계 3대 여행 플랫폼으로 영국의 스카이스캐너를 자회사로 가지고 있다. 전 세계 200개 국가에 걸친 네트워크를 바탕으로 전 세계 5천 개 이상의 도시를 연결하는 200만개 이상의 항공편, 숙박은 물론 국내외 액티비티, 렌터카, 기차표, 공항픽업 등 여행에 필요한 다양한 예약 서비스를 제공하고 있다. 또한, 2003년 미국 뉴욕 나스닥(NASDAQ: TCOM)에 상장했다. 트립닷컴은 중국 상하이에 본사를 둔 중국 기업이며, 중국의 인터넷 및 데이터 관련법상 기업이 자국 정부에 협조해야 할 법적 의무가 있기 때문에, 이용자의 개인정보가 중국 정부에 전달될 가능성을 완전히 배제하긴 어렵다는 문제가 있다.

## 연혁
- 2016년 11월 – 트립닷컴 영국 스카이스캐너 인수
- 2017년 11월 – 트립닷컴 웹사이트 소프트 런칭.
- 2018년 1월 – 트립닷컴 공식 런칭.
- 2018년 2월 – 대한민국 기차표 판매 시작. 코레일의 최초 제 3자 온라인 판매 업체로 선정됨[1].
- 2018년 3월 – 트립닷컴 웹사이트에 전 세계 6,000여개 도시를 아우르는 렌터카 서비스 런칭[2].
- 2018년 3월 – 트립닷컴 웹사이트 및 모바일앱에서 독일 기차표 예약 론칭[3].
- 2018년 6월 – 트립닷컴 홍콩 및 영어 사이트에서 전 세계 55개국 200개 이상 도시를 아우르는 공항 픽업 예약 론칭[4].
- 2018년 9월 – 전 세계 95개국 약 10만개 이상의 액티비티 예약 서비스 론칭[5].
- 2018년 10월 – 아시아 최초로 서울에 전원 한국인으로 구성된 24시간 고객센터 오픈[6].

## 활동
자체 데이터를 기반으로 호텔, 랜드마크, 관광지, 레스토랑 등 전 분야에 걸쳐 매년 《트립.베스트》 글로벌 랭킹을 발표한다. 2025년 글로벌 랭킹 중 대한민국의 목록은 아래와 같다.
| 호텔 - 서울신라호텔 (고메 20위) - JW 메리어트 제주 리조트 & 스파 (인스타그래머블 45위) - 인터컨티넨탈 알펜시아 평창 리조트 (스키 99위) 레스토랑 - 워킹온더클라우드 (뷰 36위) - 밍글스 (럭셔리 38위) - 시그니엘 서울 '비채나' (뷰 42위) - 스와니예 (럭셔리 49위) - 시그니엘 서울 '스테이' (뷰 86위) 나이트라이프 - N서울타워 (나이트 어트랙션 5위) | 여행 - 서울 (패밀리 웰컴 19위) - 부산 (자연 32위) 명소 - 경복궁 (가을 명소 13위) - 이화여자대학교 (봄 명소 16위) - 카멜리아 힐 (봄 명소 17위) - 남산공원 (가을 명소 20위) - 산방산 탄산온천 (온천 21위) - 신사동 (가을 명소 29위) - 산굼부리 (가을 명소 33위) - 비발디파크 (스키 45위) - 에버랜드 (패밀리 웰컴 77위) |